# Lolliot Henry
Lolliot Godfrey Leo Henry (n. 19 decembrie 1857, Mauritius – d. 16 octombrie 1925, București) a fost un profesor și publicist român de origine engleză, cunoscut în special pentru dicționarul său englez – român, publicat în 1898.
S-a născut în Mauritius, la Port Louis, în 1857. Mama sa era de origine  engleză. Tatăl, medicul Henri Lolliot era de origine franceză. Între 1846-1851, a fost unul dintre promotorii introducerii unei forme de comunism în Mauritius, mișcare inspirată de Charles Fourier, un precursor al lui Karl Marx.

## Studiile
După terminarea liceului, Henry Lolliot pleacă la Paris pentru a urma cursuri de medicină. După trei ani, din cauza unei boli este nevoit să-și intrerupă studiile. După însănătoșire urmează Facultatea de litere.
La Paris se împrietenește cu Mircea, Vintilă și Horia Rosetti și cu Take Ionescu.

## Publicist
În 1881 vizitează România și o cunoaște pe Maria Rosetti.
Se stabilește la Bucuresti și începe o colaborare cu ziarul “Românul”, condus de C. A. Rosetti si Emil Costinescu. În scurt timp ajunge să stăpânească bine limba română, să cunoască oamenii și problemele țării.
La îndemnul lui Dimitrie A. Sturdza, înființează un ziar, redactat in limba franceză, Le Pays, care trebuia să țină la curent Europa cu ce se întâmpla în România. Ziarul era subvenționat de guvern. În urma unui conflict politic cu C. A. Rosetti, Dimitrie A. Sturdza îi cere lui Lolliot să publice un articol virulent și jignitor la adresa lui Rosetti. Lolliot refuză și, pentru că era amenințat de Sturdza cu expulzarea, se refugiază un timp la Ambasada Angliei.

## Dicționarul englez - român
După închiderea ziarului Le Pays, Lolliot începe să predea lecții particulare de engleză și franceză. Spre a-și ușura munca, publică în 1885 Gramatica practică a limbei engleze, pentru usul școlarilor români, urmată în 1886 de O nouă metodă pentru a învăta limba franceză.
În 1900, la îndemnul lui Take Ionescu, cu fonduri de la Ministerul Instrucțiunii publice, publică Dicționarul englez-român, de 1600 pagini, cel mai important dicționar englez-român până la apariția dicționarului lui Leon Levițchi, în 1965.

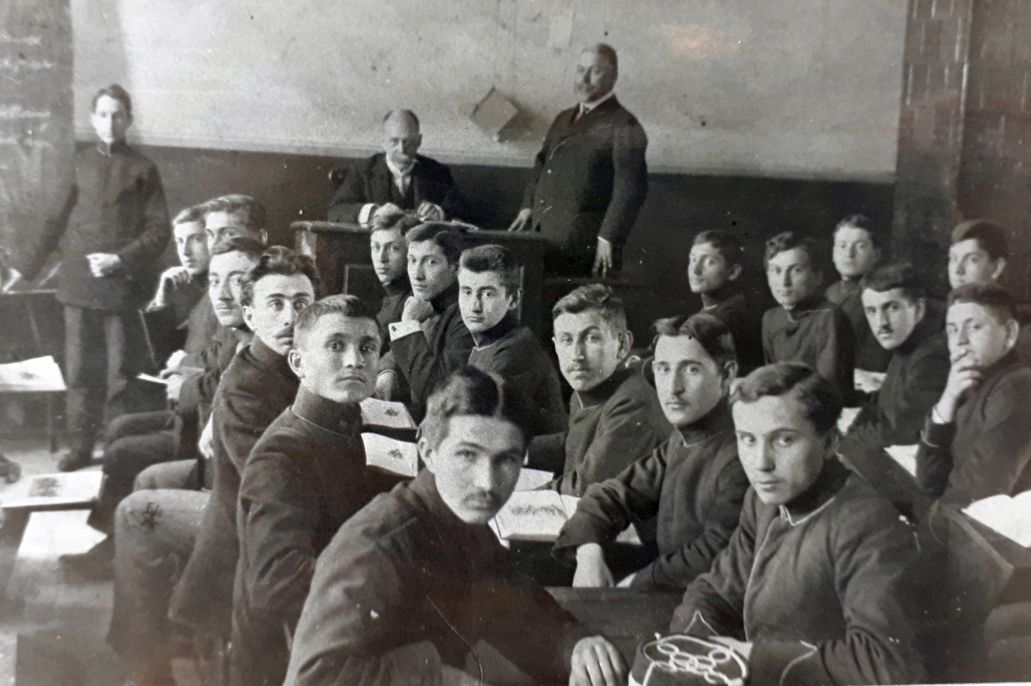
1912, profesorii Henry Lolliot si M Dimitrescu la ora de engleza, Liceul Gheorghe Lazăr din București

## Profesor
Între 1891 și 1925 activează în învățământul public, fiind numit profesor mai întâi la liceul Matei Basarab, apoi la liceul Gheorghe Lazăr, la Școala Superioară de război, la Școala Politehnică și la Academia de înalte studii comerciale și industriale.
La cursurile de engleză și franceză se interesa și de educația morală și intelectuală a elevilor. Îndemnurile sale au rămas în memoria elevilor sub formă de citate latine despre cinste, perseverență și prietenie. În 1918, în timpul ocupației germane, era director la Liceul Gheorghe Lazăr din București. În cadrul unei serbări școlare ce a avut loc la Ateneul Român, Lolliot a cerut să fie intonat Imnul regal.
Spiru Haret, apreciind meritele sale ca pedagog și specialist în învățământul limbilor moderne, i-a cerut lui Lolliot să aprobe manualele de engleză  și franceză și să participe la refacerea programei analitice.
Lolliot a înființat împreună cu soția sa un Institut de fete în strada Fântânei (azi Berthelot) și peste câțiva ani un Institut de baieți în strada Italiană. Institutul de băieți nu a supraviețuit mult timp. Institutul de fete a funcționat timp de 30 de ani, după care, în timpul Primului Război Mondial, a fost transformat în spital militar. După război a fost închis din cauza dificultăților materiale legate de repararea clădirii și refacerea mobilierului.